# Deposizione dalla croce (dai Libri)
Deposizione dalla croce è un dipinto del pittore veronese Girolamo dai Libri, realizzato con la tecnica della pittura a olio su tela, conservato nella Chiesa di Santo Stefano Protomartire di Malcesine.
Si tratta della prima pala d'altare conosciuta realizzata da un giovane dai Libri e che viene ricordata nelle Le Vite di Giorgio Vasari con queste parole: «d'anni sedici fece in S. Maria in Organo la tavola della cappella de' Lischi, la quale fu scoperta e messa al suo luogo con tanta maraviglia d'ognuno, che tutta la città corse ad abbracciare e a, rallegrarsi con Francesco suo padre».
Nonostante quanto riportato da Vasari, oggi sappiamo che Girolamo dai Libri doveva avere circa 25 anni quando la dipinse intorno al 1500 quindi «non fu propriamente l'opera di un adolescente, ma la viva testimonianza dell'attività giovanile di Girolamo ed un punto di riferimento fondamentale per lo studio delle [sue] miniature». L'opera, di chiara ispirazione mantegnesca mediata dalla tradizione della scuola veronese, venne commissionata della nobile famiglia locale dei Da Lisca e posta sino al XVIII secolo sull'altare della famiglia nella chiesa di Santa Maria in Organo a Verona dove rimase fino alla prima metà del settecento quando venne spostata sul primo altare a destra della parrocchiale di Malcesine, allora legata al convento veronese.